# Präsidentschaftswahl in Lettland 2015
Am 3. Juni 2015 fand in Lettland die Wahl des Präsidenten des Landes statt. Der bisherige Amtsinhaber Andris Bērziņš kandidierte nicht mehr. Gewählt wurde im fünften Wahlgang Raimonds Vējonis, der Vorsitzende der Grünen Partei Lettlands.

## Wahlverfahren
Der lettische Präsident wird von den 100 Mitgliedern des lettischen Parlaments mit einfacher Mehrheit gewählt. In den ersten beiden Wahlgängen können alle Kandidaten antreten, in den darauffolgenden scheidet jeweils der Kandidat mit den wenigsten Stimmen aus. Gewählt ist, wer 51 Stimmen auf sich vereinigen kann. Tritt nur noch ein Kandidat an und erreicht dieser, aufgrund einer entsprechenden Zahl von Enthaltungen, diese Mehrheit nicht, so wird ein neuer Wahltermin frühestens nach 10 und spätestens nach 15 Tagen anberaumt.

## Kandidaten
- Mārtiņš Bondars, 43 Jahre, Bund der Regionen, ehemaliger Leiter der Kanzlei von Präsidentin Vaira Vīķe-Freiberga
- Sergejs Dolgopolovs, 75 Jahre, Harmonie, früherer stellvertretender Bürgermeister von Riga
- Egils Levits, 59 Jahre, Nationale Vereinigung, Richter am Europäischen Gerichtshof
- Raimonds Vējonis, 48 Jahre, Bündnis der Grünen und Bauern, amtierender Verteidigungsminister und Vorsitzender der Grünen Partei Lettlands.

Vor der Wahl vermochten sich die drei Parteien der regierenden Koalition unter Ministerpräsidentin Laimdota Straujuma nicht auf einen gemeinsamen Kandidaten zu verständigen. So traten zwei Kandidaten aus dem Regierungslager gegeneinander an: Egils Levits und Raimonds Vējonis. Einigkeit, die dritte Partei der Regierungskoalition, verzichtete auf einen eigenen Kandidaten und sagte Vējonis ihre Unterstützung zu.

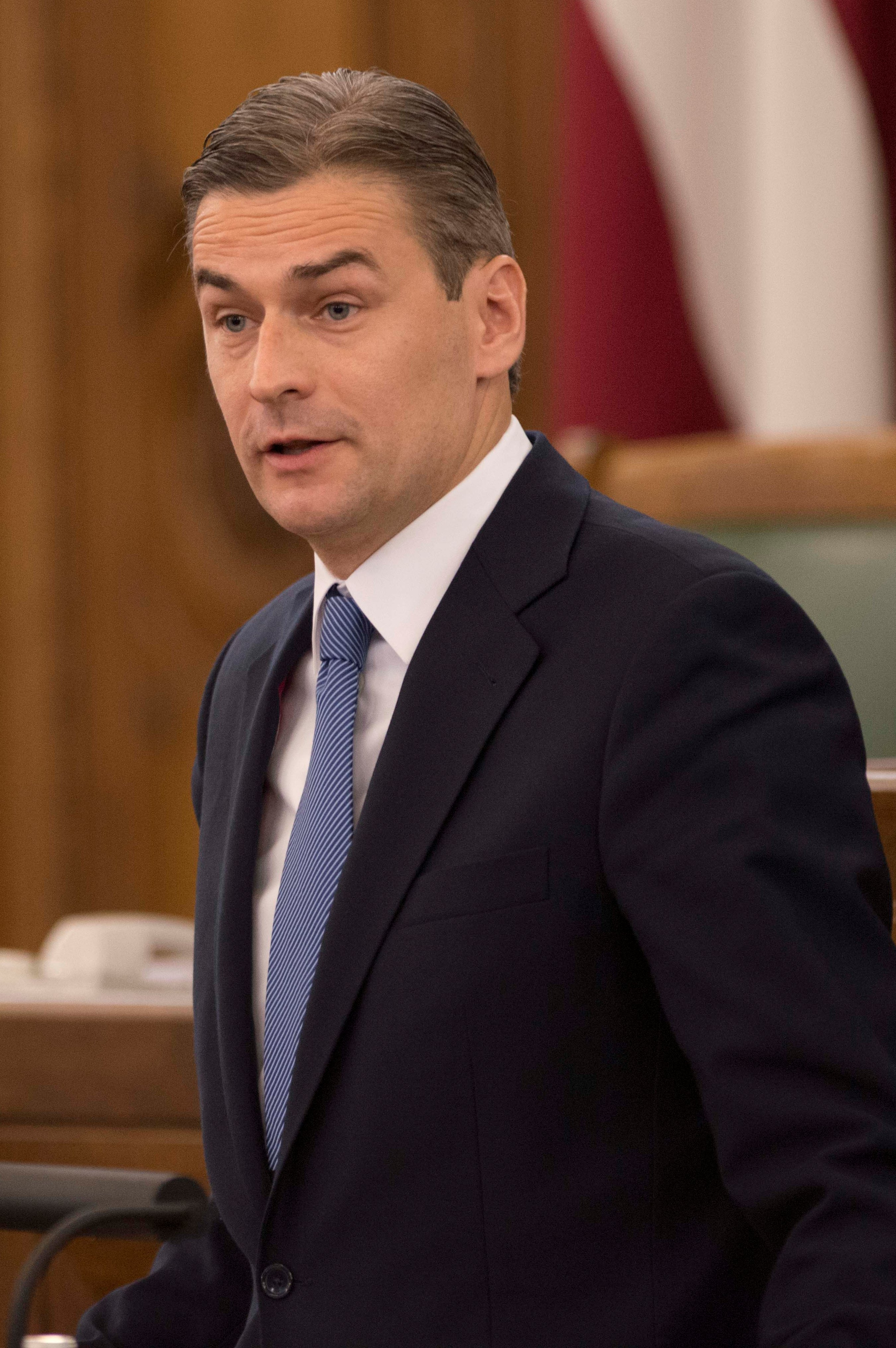
Mārtiņš Bondars
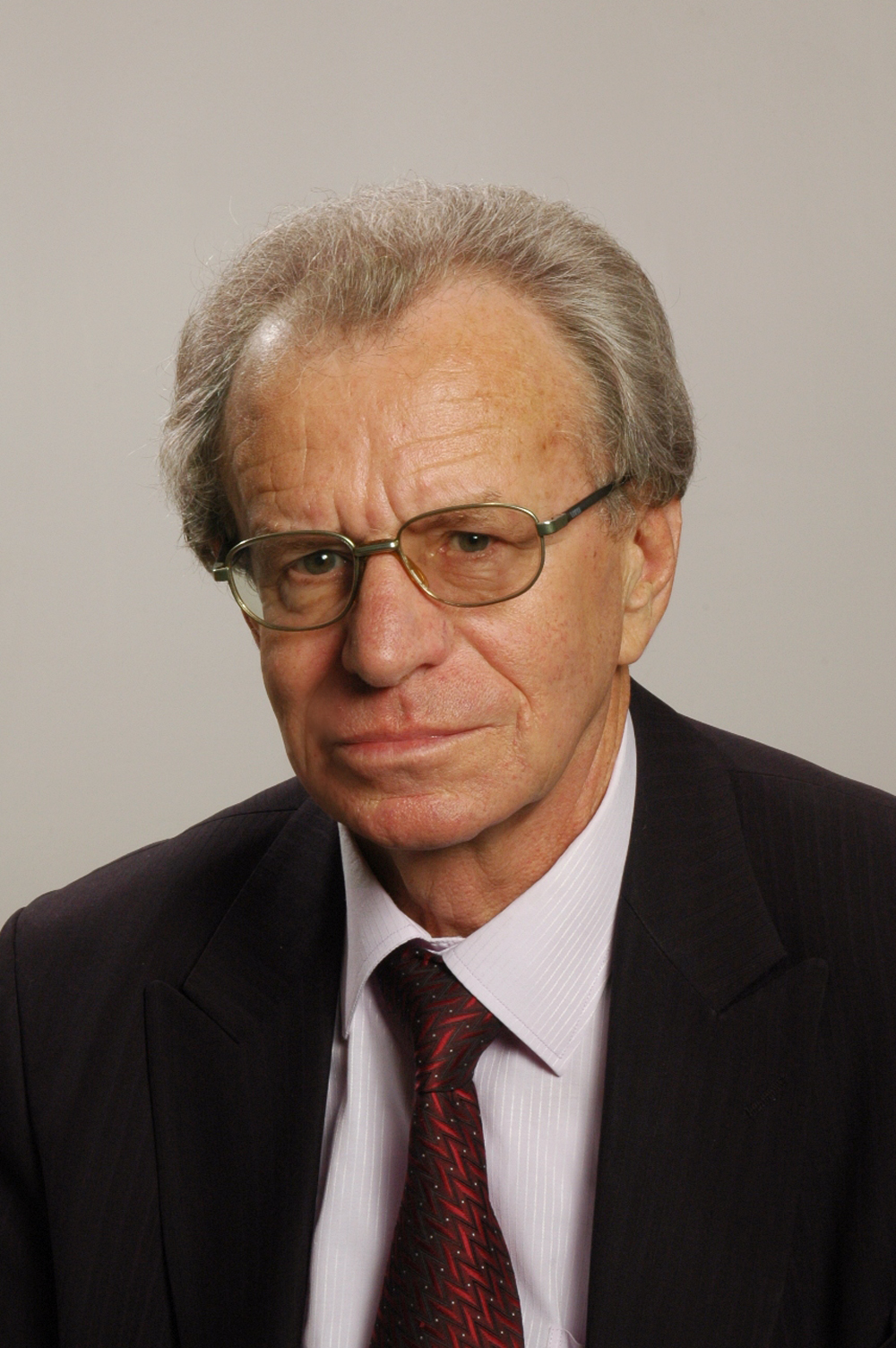
Sergejs Dolgopolovs
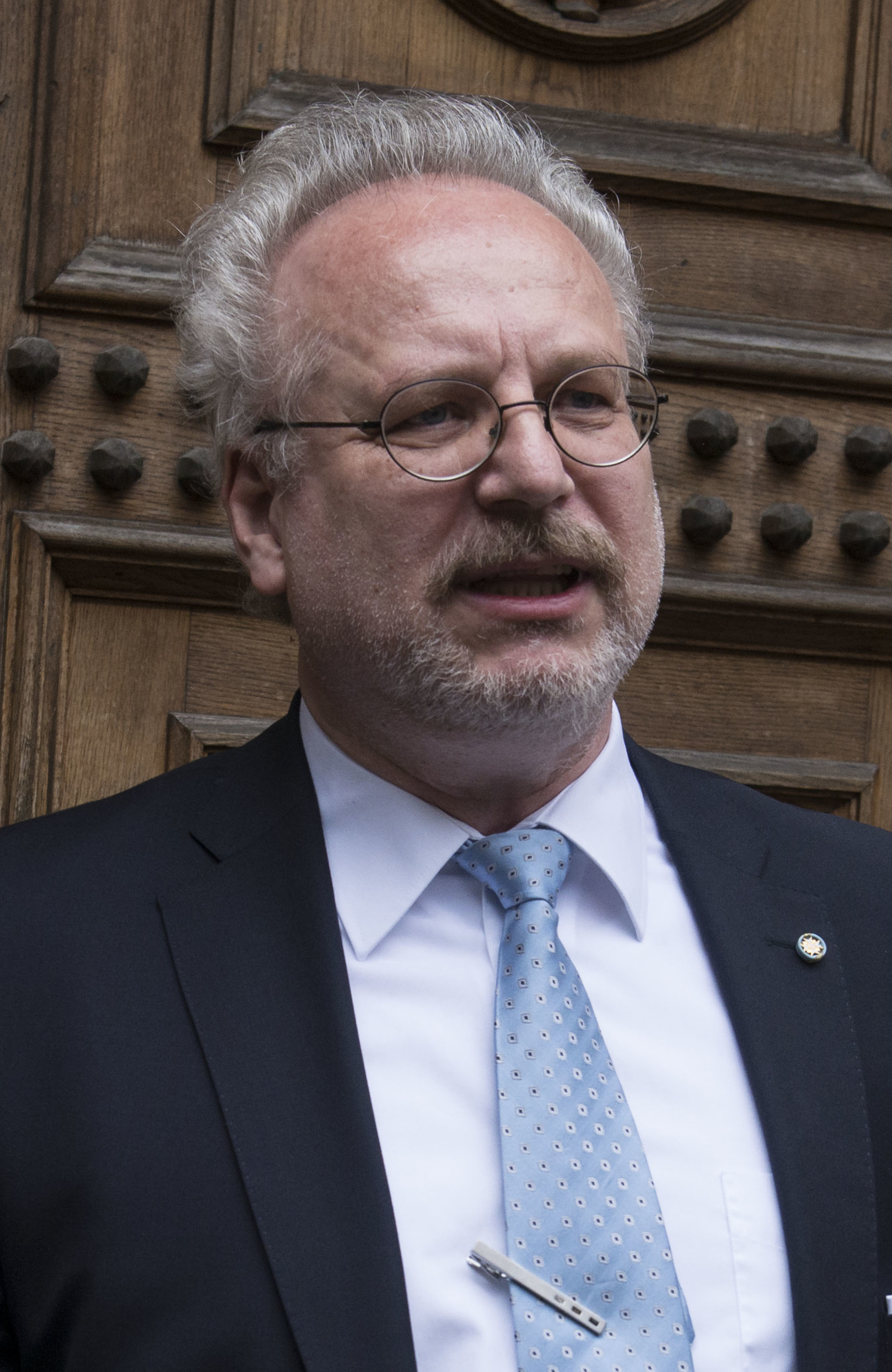
Egils Levits
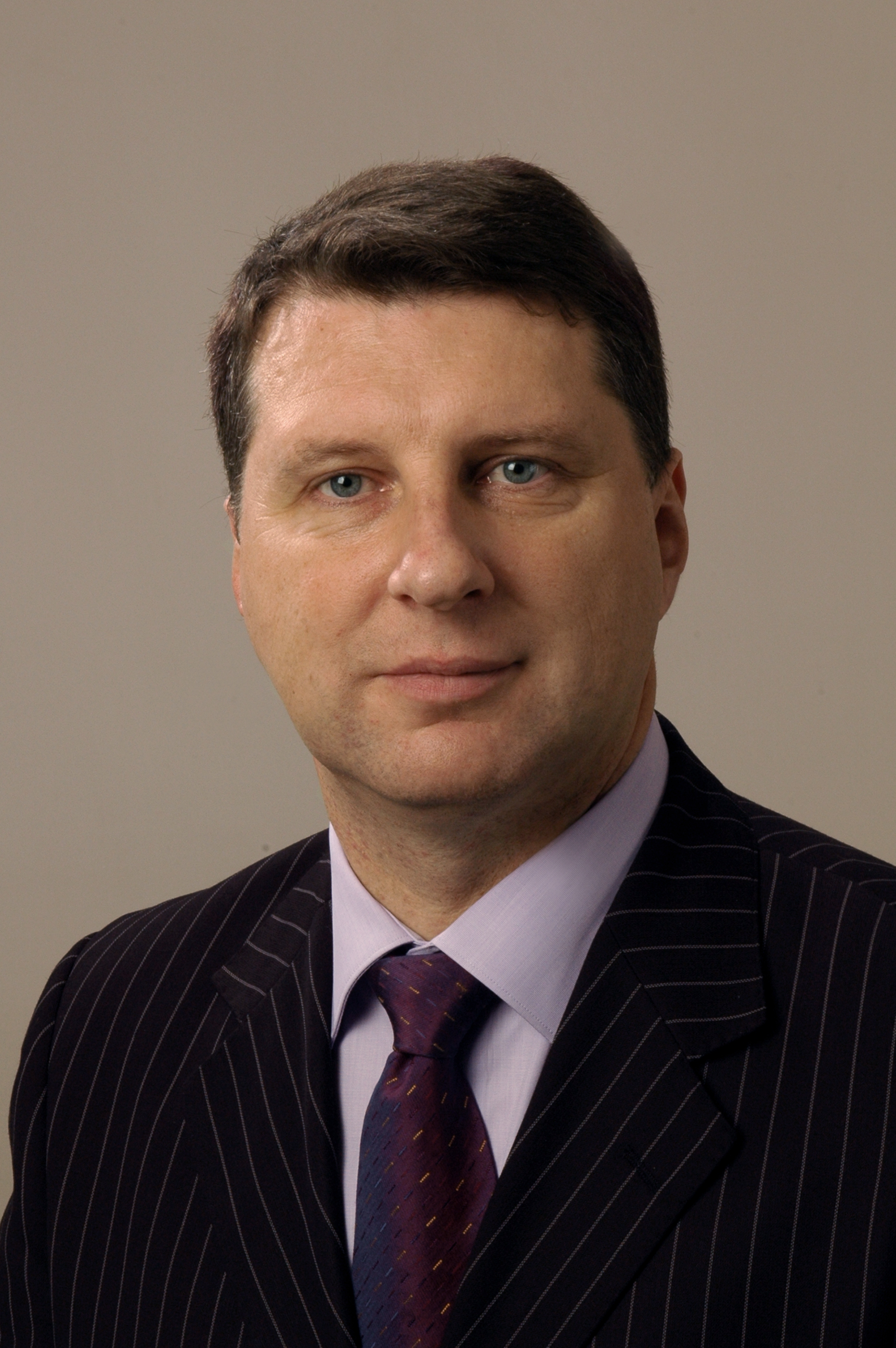
Raimonds Vējonis

## Wahlergebnis
Nachdem zuvor keiner der Kandidaten die erforderliche Mehrheit bekommen hatte, setzte sich Raimonds Vējonis im fünften Wahlgang mit 55 für ihn abgegebenen Stimmen durch. Er hat sein Amt am 8. Juli 2015 angetreten.

### 1. Wahlgang
| Kandidat            | Für | Dagegen |
| ------------------- | --- | ------- |
| Mārtiņš Bondars     | 7   | 86      |
| Sergejs Dolgopolovs | 23  | 70      |
| Egils Levits        | 24  | 69      |
| Raimonds Vējonis    | 34  | 59      |

Es wurden 99 Stimmen abgegeben, von denen 6 ungültig gewertet wurden. Fünf Abgeordnete hatten gegen alle Kandidaten gestimmt.

### 2. Wahlgang
| Kandidat            | Für | Dagegen |
| ------------------- | --- | ------- |
| Mārtiņš Bondars     | 7   | 89      |
| Sergejs Dolgopolovs | 24  | 72      |
| Egils Levits        | 25  | 71      |
| Raimonds Vējonis    | 34  | 59      |

Es wurden 99 Stimmen abgegeben, von denen 3 ungültig gewertet wurden. Fünf Abgeordnete hatten gegen alle Kandidaten gestimmt.

### 3. Wahlgang
| Kandidat            | Für | Dagegen |
| ------------------- | --- | ------- |
| Sergejs Dolgopolovs | 23  | 73      |
| Egils Levits        | 26  | 70      |
| Raimonds Vējonis    | 35  | 61      |

Es wurden 98 Stimmen abgegeben, von denen zwei ungültig waren. Zwölf Abgeordnete stimmten gegen alle Kandidaten.

### 4. Wahlgang
| Kandidat         | Für | Dagegen |
| ---------------- | --- | ------- |
| Egils Levits     | 26  | 72      |
| Raimonds Vējonis | 46  | 52      |

Es wurden 99 Stimmen abgegeben, von denen 2 ungültig waren. 26 Abgeordnete stimmten gegen beide Kandidaten.

### 5. Wahlgang
| Kandidat         | Für | Dagegen |
| ---------------- | --- | ------- |
| Raimonds Vējonis | 55  | 42      |

Es wurden 98 Stimmen abgegeben, von denen eine ungültig war. Gegen Vējonis stimmten 42 Abgeordnete.